# Kecamatan Lemahabang (distrikt i Indonesien, lat -6,85, long 108,61)
Kecamatan Lemahabang är ett distrikt i Indonesien.   Det ligger i provinsen Jawa Barat, i den västra delen av landet, 210 km öster om huvudstaden Jakarta.